# Elenco de The Office (Estados Unidos)
Esta é uma lista de atores e atrizes que formam o elenco de The Office, série televisiva de comédia em formato de pseudodocumentário exibida pela NBC. Uma adaptação da série britânica The Office da BBC, seus episódios retratam o cotidiano dos funcionários de um escritório em Scranton, Pensilvânia, filial da empresa fictícia Dunder Mifflin Paper Company. Estreou em 24 de março de 2005.

## Elenco Regular
| Personagem        | Interpretado por   | Temporada       | Temporada       | Temporada       | Temporada       | Temporada       | Temporada       | Temporada       | Temporada       | Temporada       |         |
| Personagem        | Interpretado por   | 1               | 2               | 3               | 4               | 5               | 6               | 7               | 8               | 9               |         |
| ----------------- | ------------------ | --------------- | --------------- | --------------- | --------------- | --------------- | --------------- | --------------- | --------------- | --------------- | ------- |
| Michael Scott     | Steve Carell       | Principal       | Principal       | Principal       | Principal       | Principal       | Principal       | Principal       | Does not appear | Convidado       |         |
| Dwight Schrute    | Rainn Wilson       | Principal       | Principal       | Principal       | Principal       | Principal       | Principal       | Principal       | Principal       | Principal       |         |
| Jim Halpert       | John Krasinski     | Principal       | Principal       | Principal       | Principal       | Principal       | Principal       | Principal       | Principal       | Principal       |         |
| Pam Beesly        | Jenna Fischer      | Principal       | Principal       | Principal       | Principal       | Principal       | Principal       | Principal       | Principal       | Principal       |         |
| Ryan Howard       | B. J. Novak        | Principal       | Principal       | Principal       | Principal       | Principal       | Principal       | Principal       | Principal       | Convidado       |         |
| Andy Bernard      | Ed Helms           | Does not appear | Does not appear | Regular         | Regular         | Regular         | Principal       | Principal       | Principal       | Principal       |         |
| Robert California | James Spader       | Does not appear | Does not appear | Does not appear | Does not appear | Does not appear | Does not appear | Convidado       | Principal       | Does not appear |         |
| Stanley Hudson    | Leslie David Baker | Recorrente      | Regular         | Regular         | Regular         | Regular         | Regular         | Regular         | Regular         | Regular         |         |
| Kevin Malone      | Brian Baumgartner  | Recorrente      | Regular         | Regular         | Regular         | Regular         | Regular         | Regular         | Regular         | Regular         |         |
| Meredith Palmer   | Kate Flannery      | Recorrente      | Regular         | Regular         | Regular         | Regular         | Regular         | Regular         | Regular         | Regular         |         |
| Angela Martin     | Angela Kinsey      | Recorrente      | Regular         | Regular         | Regular         | Regular         | Regular         | Regular         | Regular         | Regular         |         |
| Oscar Martinez    | Oscar Nunez        | Recorrente      | Regular         | Regular         | Regular         | Regular         | Regular         | Regular         | Regular         | Regular         |         |
| Phyllis Vance     | Phyllis Smith      | Recorrente      | Regular         | Regular         | Regular         | Regular         | Regular         | Regular         | Regular         | Regular         |         |
| Toby Flenderson   | Paul Lieberstein   | Recorrente      | Recorrente      | Regular         | Regular         | Regular         | Regular         | Regular         | Regular         | Regular         |         |
| Kelly Kapoor      | Mindy Kaling       | Recorrente      | Recorrente      | Regular         | Regular         | Regular         | Regular         | Regular         | Regular         | Convidado       |         |
| Creed Bratton     | Creed Bratton      | Recorrente      | Recorrente      | Recorrente      | Regular         | Regular         | Regular         | Regular         | Regular         | Regular         | Regular |
| Darryl Philbin    | Craig Robinson     | Recorrente      | Recorrente      | Recorrente      | Regular         | Regular         | Regular         | Regular         | Regular         | Regular         |         |
| Roy Anderson      | David Denman       | Recorrente      | Regular         | Regular         | Does not appear | Convidado       | Does not appear | Convidado       | Does not appear | Convidado       |         |
| Jan Levinson      | Melora Hardin      | Recorrente      | Regular         | Regular         | Regular         | Regular         | Does not appear | Convidado       | Does not appear | Convidado       |         |
| Holly Flax        | Amy Ryan           | Does not appear | Does not appear | Does not appear | Convidado       | Recorrente      | Does not appear | Regular         | Does not appear | Does not appear |         |
| Erin Hannon       | Ellie Kemper       | Does not appear | Does not appear | Does not appear | Does not appear | Recorrente      | Regular         | Regular         | Regular         | Regular         |         |
| Gabe Lewis        | Zach Woods         | Does not appear | Does not appear | Does not appear | Does not appear | Does not appear | Recorrente      | Regular         | Regular         | Convidado       |         |
| Nellie Bertram    | Catherine Tate     | Does not appear | Does not appear | Does not appear | Does not appear | Does not appear | Does not appear | Convidado       | Regular         | Regular         |         |
| Clark Green       | Clark Duke         | Does not appear | Does not appear | Does not appear | Does not appear | Does not appear | Does not appear | Does not appear | Does not appear | Regular         |         |
| Pete Miller       | Jake Lacy          | Does not appear | Does not appear | Does not appear | Does not appear | Does not appear | Does not appear | Does not appear | Does not appear | Regular         |         |

### Stanley Hudson
Stanley Hudson (Leslie David Baker) é um representante de vendas da Dunder Mifflin. Ele é retratado como um funcionário sério, perpetuamente mal-humorado e descontente. Stanley é conhecido por jogar palavras cruzadas durante o trabalho e em várias reuniões de equipe. Ele também é caracterizado por sua aversão geral pelo trabalho e pela vida, com o objetivo final de se aposentar.
Em geral, Stanley tem boas relações com a maioria de seus colegas, especialmente Phyllis Vance, com quem divide uma mesa agrupada e costuma almoçar. No entanto, ele não gosta de seu chefe, Michael Scott, que sempre comenta sobre a herança e a clientela afro-americana de Stanley. Stanley apenas tenta esconder seu desgosto e desrespeito por Michael, mas raramente se opõe a ele diretamente.

### Phyllis Vance
Phyllis Vance (Phyllis Smith) é representante de vendas no distribuidor de papel Dunder Mifflin. Ela é um tipo quieto, mas amigável, que adora "conversa de garotas" e fofoca. Embora tenha um exterior doce e maternal, ela às vezes pode ser muito vingativa, muitas vezes com Angela Martin. Ela é frequentemente insultada e envergonhada pelo gerente da filial Michael Scott, que frequentemente a descreve como não feminina e velha, apesar de ter sido sua colega de classe no colégio.

### Meredith Palmer
Meredith Palmer(Kate Flannery) é uma representante socialmente inadequada e sexualmente promíscua da filial de Dunder Mifflin Scranton. Nos episódios 15 da 2ª temporada, 1 da 8ª temporada e 23 da 9ª temporada ela teria o trabalho de Relações com Fornecedores; No entanto, na primeira temporada, ela era considerada contadora. Seu computador sempre exibe o jogo de Paciência da Microsoft. Pouco se sabe sobre sua infância e vida pessoal, mas, ao longo da série, algumas informações foram reveladas. Ela foi casada duas vezes, com um de seus ex-maridos a deixando por uma mulher que trabalha como catadora de lixo (que é tratada como "mãe" pelos filhos de Meredith). Ela tem dois filhos, um filho chamado Jake, (de quem ela tem a custódia), e uma filha chamada Wendy (relatada como "a boa") que está sob a custódia de um dos ex-maridos de Meredith. Meredith é acusada de ser alcoólatra e em alguns episódios subentende-se que ela está trabalhando com  ressaca, já que reclama que as pessoas falam muito alto e que as luzes do escritório são muito fortes pela manhã.

### Toby Flenderson
Toby Flenderson (Paul Lieberstein) é o representante de recursos humanos da filial de Scranton da distribuidora de papel Dunder Mifflin. Devido à sua posição no RH, Toby tem a função de garantir que os procedimentos e regras de conduta da empresa sejam seguidos. Como tal, ele é visto como um inimigo pelo personagem principal e gerente da filial de Scranton, Michael Scott, que constantemente rejeita os procedimentos da empresa e as regras de conduta para buscar diversão e um relacionamento pessoal com seus funcionários. Um personagem passivo e de fala mansa, Toby tem relacionamentos amigáveis principalmente com seus outros colegas de trabalho, incluindo Pam Beesly, por quem ele tem uma queda não correspondida. Toby é temporariamente substituído por Holly Flax na 5ª temporada após se mudar para a Costa Rica, mas retorna após Holly ser transferida. Ele é um personagem original criado para a série, portanto, não existia na série original britânica.

### Creed Bratton
Creed Bratton (Creed Bratton) é o idoso e excêntrico representante de garantia de qualidade da filial de Scranton. Ele geralmente é visto participando de atividades suspeitas, como roubar fichas de pôquer na "Noite do Cassino" ou esconder implicitamente evidências de crimes violentos ao longo da série. Creed também tem uma memória fraca, muitas vezes esquecendo-se dos nomes de seus colegas de trabalho e até de suas próprias responsabilidades no trabalho, e tende a contar histórias bizarras com pouca certeza se está dizendo a verdade ou não. Apesar de seu comportamento bizarro, ele é tolerado por seus colegas de trabalho. Na 7ª temporada, ele se torna o gerente temporário após Dwight atirar no chão. Na temporada 9, ele é preso por seus crimes.
Creed acredita que o URL do seu blog é www.creedthoughts.gov.www \ creedthoughts, mas o seu "blog" é na verdade um documento do Word com o título expressamente escolhido para se parecer com um URL, criado por Ryan Howard, querendo "proteger o mundo de ser exposto ao cérebro de Creed ". Descrevendo o conteúdo do blog, Ryan diz: "Mesmo para a Internet, é muito chocante." A NBC forneceu ao personagem um blog real no site do programa.

### Darryl Philbin
Darryl Philbin (Craig Robinson) é o chefe do armazém, mais tarde transferido por Jo Bennett para trabalhar no escritório de Jim durante o curto mandato deste último como co-gerente. Entre os funcionários do depósito, Darryl tem a presença mais proeminente e é amigável com a maioria do pessoal do escritório, tornando-se amigo próximo de Andy Bernard em temporadas posteriores. Ele tem um comportamento descontraído em situações sociais, mas leva seu trabalho a sério, especialmente no que diz respeito à segurança, que Michael costuma desconsiderar para desgosto de Darryl. Durante a última temporada, ele deixou seu emprego na Dunder Mifflin para trabalhar para a Athlead, uma empresa de esportes que Jim fundou. Ele também tem uma filha chamada Jada, que aparece no episódio "Retrato de Família".